# Ulrich Lind
Ulrich Lind, né le 4 novembre 1942 à Heilbronn, est un tireur sportif ouest-allemand.

## Carrière
Ulrich Lind participe aux Jeux olympiques de 1976 à Montréal et remporte la médaille d'argent dans l'épreuve de la carabine tir couché 50 mètres.